# Диброва (Вишневецкая поселковая община)
Диброва (укр. Діброва) — село в Вишневецкой поселковой общине Кременецкого района Тернопольской области Украины. Основано в 1840 году.
До 2020 года входило в Збаражский район.
Код КОАТУУ — 6122485103.

## Географическое положение
Село Диброва находится на расстоянии до 1 км от сёл Кохановка и Решневка.

## Население
Население по переписи 2001 года составляло 221 человек.

### Языковой состав
Родной язык населения по данным переписи 2001 года:
| Язык       | Численность, чел. | Доля     |
| ---------- | ----------------- | -------- |
| Украинский | 221               | 100,00 % |
| Итого      | 221               | 100,00 % |